# Red Storm
Red Storm ist ein ab 2004 von Cray Inc. als Nachfolger von ASCI Red für die Sandia National Laboratories in Albuquerque (New Mexico) gebauter Supercomputer. Er ist das erste Modell mit der Cray XT3-Architektur für Hochleistungsrechner und wird für Simulationsaufgaben, unter anderem im Rahmen des amerikanischen Advanced Simulation and Computing Program eingesetzt.
Leitender Entwickler war William Camp.

## Aufbau
Das System besteht aus 14.348 Rechenknoten, die jeweils aus einem Doppelkern-AMD-Opteron-Prozessor für Rechenaufgaben und einem PowerPC 440-basierten Prozessor (SeaStar) für Kommunikationsaufgaben bestehen. Es handelt sich um ein MPP-System mit verteiltem Speicher und MIMD-Architektur.
Als Betriebssystem kommt auf den Rechenprozessoren Catamount (basierend auf dem bei ASCI Red verwendeten Cougar) sowie auf den Kommunikationsprozessoren eine Variante von Linux zum Einsatz.
Das System belegt eine Fläche von etwa 300 m² und hat eine Leistungsaufnahme von rund 2,2 MW.

## Leistung
In der ersten Ausbaustufe ab 2004 erreichte das System mit 10.386 auf 2,0 GHz getakteten Einkern-Opterons eine LINPACK-Leistung von rund 42 TFlops. Nach der Erhöhung der Knotenzahl auf 14.348 und der Umrüstung auf 2,4-GHz-Doppelkern-Opterons (2006) stieg die Gesamtleistung auf 101,4 TFlops (124,4 TFlops Spitzenleistung), womit Red Storm Rang 3 (Stand: Juni 2007) der TOP500-Liste der Supercomputer hinter dem BlueGene/L des Lawrence Livermore National Laboratory (280,6 TFlops) und dem „Jaguar“ des Oak Ridge National Laboratory (101,7 TFLOPS) belegt.